# Sanayeh-Park

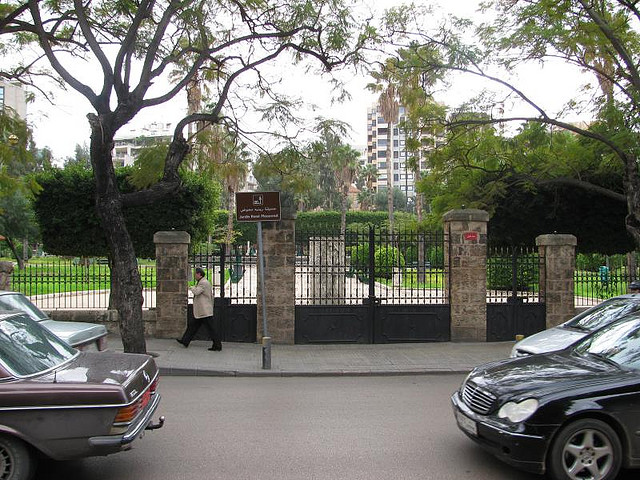
Haupteingang an der Rue Spears

Der Sanayeh-Park, offiziell René Moawad Garden, ist eine öffentliche Parkanlage im Beiruter Bezirk Moussaitbeh. Er wurde 1907 eröffnet und später nach Präsident René Moawad benannt, der 1989 einem Attentat zum Opfer fiel. Von 2012 bis 2014 wurde die Parkanlage für 2,5 Millionen US-Dollar neu gestaltet.